# Wu Meijin
Wu Meijin (吴美锦S, Wú MěijǐnP; Rui'an, 25 aprile 1980) è un ex sollevatore cinese, che ha gareggiato nella categoria dei pesi gallo (fino a 56 kg).

## Carriera
Alle Olimpiadi di Atene 2004 ha vinto la medaglia d'argento, giungendo alle spalle del turco Halil Mutlu e precedendo l'altro turco Sedat Artuç.
Nei due anni precedenti Wu Meijin aveva vinto la medaglia d'oro ai Campionati mondiali di sollevamento pesi di Varsavia 2002 e di Vancouver 2003.
Ha vinto anche la medaglia d'oro ai Giochi Asiatici di Busan nel 2002 e ai Campionati asiatici di Qinhuangdao 2003 e Almaty 2004.